# مغزرة كيتونية
مغزرة كيتونية (الاسم العلمي:Polygala quitensis) هي نوع من النباتات تتبع جنس المغزرة من الفصيلة المغزرية.